# Викрадені товари (фільм, 1915)
«Вкрадені товари» (англ. Stolen Goods) — американська драма режисера Джорджа Мелфорда 1915 року.

## У ролях
- Бланш Світ — Марджері Гантлі
- Клео Ріджлі — Гелен Норт
- Гаус Пітерс — Річард Карлтон
- Горас Б. Карпентер — французький хірург
- Сідні Дін — містер Норт
- Теодор Робертс — німецький хірург
- Том Форман
- Ернест Джой
- місіс Льюїс Маккорд